# Драматично-куклен театър „Димитър Димов“
Драматично-куклен театър „Димитър Димов“ се намира в град Кърджали. Наименуван е на известния български писател Димитър Димов.

## История
Театърът отваря врати на 1 септември 1960 г. под името Държавен театър „Димитър Димов“ с три творчески формации – естрада, драма и кукли. Първото представление на театралната сцена е „Криворазбраната цивилизация“ на Добри Войников. През 1980 г. кукленият състав се обособява като самостоятелна формация. През 2000 г. се закрива музикалната формация, а след това към театъра се присъединява съществуващият в града куклен театър „Филип Филипов“. С постановление на Министерския съвет театърът се преименува на „Драматично-куклен“. През 2010 г. с постановление на Министерския съвет към театъра се присъединява Държавен драматично-музикален театър „Кадрие Лятифова“ като част от реформа в сценичните изкуства.
Годишно театърът изнася над 300 представления.